# Mayra Copas
Mayra Alejandra Copas Sadud (Santa Cruz de la Sierra, 27 de abril de 1995-29 de septiembre de 2023) fue una modelo boliviana. Fue elegida Miss Santa Cruz 2013, logrando representar al departamento de Santa Cruz en  el Miss Bolivia 2013 donde logró ubicarse como primera finalista, posteriormente fue designada como Miss Model of the World Bolivia 2013.

## Biografía
Mayra Copas nació en la ciudad de Santa Cruz de la Sierra el 27 de abril de 1995. Su padre era Pedro Copas y su madre Gaby Sadud. Desde 2005, a sus 10 años, Copas empezó a sentir atracción y gusto por el modelaje, lo cual la llevó a ejercer el modelaje independiente trabajando en la agencia Imperial Corporation. 
Cabe mencionar también que Copas vivió durante 6 años en Ginebra, Suiza. Hablaba con fluidez inglés, alemán, italiano y francés. En 2010 fue elegida Srta. Bolivia-Italia.  
El 21 de marzo de 2013, en un concurso de belleza departamental realizado por "Promociones Gloria" en el salón Sirionó de la Fexpocruz, Mayra Copas fue elegida como Mis Santa Cruz 2013, junto a Claudia Tavel (como Srta. Santa Cruz), Alejandra Aguilera (como Miss Litoral) y Cristina Montes (como Srta. Litoral) logrando representar de esa manera al departamento de Santa Cruz en el Miss Bolivia 2013.
En 2014 Mayra Copas contrajo matrimonio con Elías Belmonte. El 1 de febrero de 2015, nació su primera hija llamada Nayra Belmonte Copas.
El 11 de mayo de 2015, Copas ingresó por primera vez a la televisión boliviana, empezando a trabajar en la Red PAT, en el programa "La Línea Divisoria", conducido por él actor y presentador de televisión Pablo Fernández.

### Fallecimiento
En octubre de 2022, luego de una cirugía de intestinos fue diagnoticada con cáncer de páncreas, que terminó con su vida el 29 de septiembre de 2023 a los 28 años.